# Reginald Sherman
Reginald Sherman, född 1838, död 1894 i Liberia, var en av tre chefer för verkställande kommittén i Liberia 26 oktober–4 november 1871, efter att president Edward James Roye hade störtats i en statskupp. De båda andra var Amos Herring och läkaren Charles Benedict Dunbar, Sr.